# Asiagone siama
Espèce
Asiagone siama est une espèce d'araignées aranéomorphes de la famille des Linyphiidae.

## Distribution
Cette espèce est endémique de Thaïlande.

## Description
Le mâle holotype mesure 1,98 mm et la femelle paratype 2,00 mm.

## Étymologie
Son nom d'espèce lui a été donné en référence au lieu de sa découverte, le Siam.

## Publication originale
- Tanasevitch, 2014 : On the linyphiid spiders from Thailand and West Malaysia (Arachnida: Aranei: Linyphiidae). Arthropoda Selecta, vol. 23, no 4, p. 393-414 (texte intégral).